# Janko Mačkovšek
Janko Mačkovšek, slovenski inženir, etnolog in politik, * 12. december 1888, Idrija, (Avstro-Ogrska, danes v Sloveniji), † 1. februar 1945, Dahau, Nemčija. Gradbeni inženjer in narodno-obrambni delavec, višji svetnik pri ljubljanskem mestnem gradbenem uradu.

## Življenje
Rodil se je očetu Andreju in materi Francki (rojena Serčnik). Osnovno šolo je obiskoval v Idriji, realko v Ljubljani (maturiral 1907), 1907–12 študiral na češki visji tehnični šoli v Pragi, kjer je 1913 naredil inženirni izpit. Ukvarjal se je zlasti z mejnimi vprašanji.
Od 1913 kot gradbeni inženir je bil zaposlen na ljubljanskem magistratu pri mestnem gradbenem uradu v Ljubljani. 
L. 1914–1918 je služil v vojski, politično aktiven je bil že takoj po koncu 1. svetovne vojne.
L. 1918 bil referent za narodne meje pri Narodnem svetu Države SHS v Ljubljani in Narodnem veću, l. 1919 ekspert na mirovni konferenci v Parizu, član etnografske sekcije pri jugoslovanski delegaciji.
V dvajsetih letih usmeril se je na študij etnografskih mejá, propagando narodno-obrambnega dela, organizacijo inženirnega stanú in urbanistične probleme v zvezi z veliko Ljubljano.
Članke narodno-obrambne in tehnične vsebine je objavljal v Dnevu, Slovenskem narodu, E, J; v l. 1921–1922 je bil urednik NgV.
V tridesetih letih se je posvetil predvsem delu v narodno-obrambnih organizacijah (Branibor, Družba Sv. Cirila in Metoda, Manjšinski inštitut).

### Druga svetovna vojna
Italijanska policija je pripravila sezname osumljencev, ki so ji jih priskrbeli domači izdajalci. Te so se imenovali "peta kolona". Zapirali so predvsem predstvamnike primorskih emigrantskih društev in organizatorje dobrovoljcev, Iva Sancina, dr. Lavoslava Čermelja, dr. Draga Marušiča in tigrovce, prof. Ljuba Ravnikarja, Alfonza Grmeka, Lada Božiča, dr. Rada Bordona in druge. Tudi predstavniki mednarodnih organizacij in raznih društev so bili na seznamu za odstranitev: dr. Ferdinand Majaron, in dr. Zdenko Švigelj, dr. Milan Orožen in ing. Janko Mačkovšek.
V prvih mesecih okupacije sam je prebil skoraj štiri tedne v preiskovalnem zaporu, nato pa nadaljeval z zapisi o  političnem dogajanju v svojem krogu. Viden je odpor do italijanskega okupatorja,  nasprotovanje ovajanju. Glavni motiv mu je spremljanje nemškega izganjanja Slovencev z Gorenjske in Štajerske; podatke in dokaze o tem početju so sistematično zbirali. V svojih zapisih med drugim osvetljuje tudi demonstracije ob prevažanju izgnanih iz prvega vala skozi Ljubljano. Septembra se začnejo pojavljati prvi namigi o ilegalni organizaciji.
Kmalu po začetku vojne je triinpetdesetletni Mačkovšek iz dotedanje politične neizpostavljenosti prišel v prvi plan, saj se je vodstveni krog liberalnega oz. nacionalnega bloka z umikom dr. Alberta Kramerja in Ivana Puclja izpraznil. Mačkovšek je lahko predstavljal kot politično neomadeževana figura moža za nove čase, ki naj bi bil sprejemljiv za večino strank in skupin notranje razdeljenega liberalnega tabora, in bi jih lahko povezal. Prišel je v direktorij Jugoslovanske nacionalne stranke ter postal nato v začetku 1942 predsedujoči Napredne delovne skupnosti, koalicije strank in skupin liberalne usmeritve. 
Z njegovim imenom je tesno povezana Slovenska zaveza, neke vrste Osvobodilni fronti nasprotujoči tabor,  in to predvsem njegove liberalne smeri. Ta je bila, kolikor je mogoče soditi počez, manj prežet s sovraštvom do komunizma v vseh njegovih pojavnih oblikah, hkrati pa bolj obremenjen z jugoslovansko različico nacionalizma in vpet v legitimizem jugoslovanske države in režima. Nastala je spomladi 1942 in delovala do jeseni 1943, nekaj mesecev na prelomu 1943/1944 pa le še kot glava brez telesa.
Kritiziral je temeljne točke OF (v liberalnem taboru), nato imel sestanke in pogovori znotraj in zunaj liberalnega kroga. Po eni strani je bilo dogovarjanje usmerjeno v oblikovanje Napredne delovne (demokratične) skupnosti, na drugi pa v ustanovitev Slovenske zaveze. Ta osrednja organizacija naj bi bila nadstrankarska, na osnovi "gentlemanskega aranžmaja" iz marca 1942. Iz Mačkovškovega gradiva Slovenska zaveza nastaja kot vsezdružujoča (precej časa ohranjajo predvideno eno mesto v plenumu tudi za komuniste), s programom federativne ureditve kraljevine, s socialnim programom, nasprotujoča kolaboraciji: "Glavni cilj je Zedinjena Slovenija v Kraljevini Jugoslaviji, ki bodi kot enotno gospodarsko področje urejena federativno in na demokratičnih in socialnih pravičnih osnovah." (7.5. 1943, str. 70). Vendar ni nikoli zares zaživela: obremenjena je bila z vprašanjem delitve resorjev oziroma vpliva.
Kot nadstrankarska predvsem Slovenski ljudski stranki ni bila glavni interes; bila bi, če bi v njej (plenumu in odboru) imela večino, pač v skladu s predvojnimi volilnimi izidi, ki naj bi bili po njenem odločujoči. Na to pa ostali niso želeli pristati, opozarjajo celo, da je prav v tem vzrok predvojnih nezdravih političnih razmer. Njihov zaželeni in predlagani model je bilo uravnoteženo zastopstvo treh krogov. Tako so potekali meseci v političnem izčrpavanju in preigravanju številnih variant za sestavo vodilnih teles. 
Razen tega jih je mučilo tudi vprašanje, kako prilagoditi slovensko situacijo (prevlada političnih ljudi nad 'vojaki') razmeram v štabu Draže Mihailovića, kjer so prevladovali slednji in je bil "politični odbor" svetovalno telo "komandanta kraljeve vojske v domovini". Končno so sklenili, da bo Slovenska zaveza politični forum, ki podpira Komando za Slovenijo, prevzame skrb za prehrano, finance, na seje Komande pošilja zastopnike in si pridržuje pravico, da izrazi svoje pomisleke ob njenih sklepih, ob koncu vojne pa prevzame politično upravo v Sloveniji.
Spomladi l. 1943 je Zaveza dokončno izključila iz svojih kombinacij za komuniste rezervirano mesto, na sejah pa se pojavi nova tema - doseči z OF sporazum o prenehanju medsebojnega spopadanja. Zavezino gradivo kaže, da je iniciativa prišla od Slovenske zaveze in še prej od emigrantske vlade. 
Obdobje okoli kapitulacije Italije je bilo usodno tudi za Slovensko zavezo. Nanjo je pogubno vplival razpad vaških straž, uničenje četnikov v Grčaricah, porazi na Turjaku in pri Zapotoku. SLS se še vedno ni izrekla, zato je izstopila Napredna delovna skupnost, nato Stara pravda, razpadla je tudi sama Napredna delovna skupnost. Temu se je pridružila še finančna kriza, saj je Mačkovšek izvedel, da je jugoslovanska emigrantska vlada nakazovala Zavezi veliko več denarja (50.000 Sfr mesečno) kot pa ga je ta dejansko dobila, kar je poglobilo razdaljo do SLS. Šele po nekaj mesecih je Zaveza obnovila delo, vendar le v obliki izvršnega odbora, razprave o sestavi organov pa so se nadaljevale.
Mačkovšek je sodeloval s Švico, z  njegovo švicarsko zvezo dr. Vladimirja Misija. V Ženevi je bil dr. Vladimir Miselj, ki je gradivo posredoval dalje vladnim krogom v London. Mačkovšku in Zavezi je to bil glavni kanal za občevanje z vlado, po njem pa so šla tudi številna obveščevalna poročila Vauhnikove skupine. 
Mačkovšek poslal vladi v London maja 1943 spomenico Črtomirja Nagodeta Naše meje. Referat kaže na politično razmišljanje o slovenskih mejnih zahtevah v tem krogu.
V ta čas izjavljal razočaranje ob dejstvu, da so zahodni zavezniki sprejeli narodnoosvobodilno gibanje in ob novici o razkolu med oficirji v emigraciji, ko se jih del odloči za Tita ter o podpisu premirja med partizani in Nemci v Gorici. "Tu na londonski radio ljudje ne dajo mnogo, odkar oddaja Titova sporočila o dogodkih v Sloveniji. Zato zelo pada prestiž zaveznikov." (pismo 16. 4. 1944).
Ker se je hkrati preko Mačkovškove zveze s Švico stekalo tudi obveščevalno gradivo mreže Vladimirja Vauhnika, je postal za nemško varnostno službo preveč izpostavljen; konec julija ali v začetku  avgusta 1944 so ga aretirali v Ljubljani in po zaslišanjih odpeljali v koncentracijsko taborišče Dachau, kjer je umrl 31. januarja ali 1. februarja 1945.
Ostala pa je zapuščina ing. Janka Mačkovška, ki jo je po vojni dolga desetletja proučevala, uporabljala in hranila služba državne varnosti. Gradivo se je shranilo v ljubljanskem arhivu Uprave državne varnosti in je od leta 1994 tudi uradno dostopno v Arhivu Ministrstva za notranje zadeve v Ljubljani.

## Dela
- Zadnje in predzadnje štetje na Koroškem, Slovensko-nemška meja na Koroškem (Slov. Branik 1908)
- Narodnosti na Reki; Zemljevid dravske doline od Sp. Dravograda do Maribora; Število beneških Slov. (Slov. Branik 1909)
- Slovensko-nemška meja na Koroškem; Par številk s koroške narodnostne meje; Več tehnikov (Omladina 1908/9)
- Obrambi muzej v Ljubljani; Kočevski otok; Poti k slovenski inženirni organizaciji (Omladina 1910)
- Važna doba (Slov. Branik 1910)
- Statistika Slovencev V: Niederle, Lubor. Slovanski svet : zemljepisna in statistična slika danešnjega slovanstva / napisal Lubor Niederle ; po češki, iz "Enciklopedije slovanske filologije" ... prevedeni in posneti izdaji ... poslovenil in uredil J. A. Glonar. - V Ljubljani : "Omladina", 1911. - 306 str., Narodopisna karta slovanstva // Znanstvena knjižnica "Omladine" ; knj. 3 (COBISS)
- Manjšinsko slovstvo, Slovanski svet — Niederle (Slov. Branik 1911)
- Zemljevid kočevskega jez. otoka V: Beg, Ante. Slovensko-nemška meja na Kočevskem / poročal na I. obrambnem tečaju meseca julija 1910 v Ljubljani Ante Beg. - V Ljubljani: L. Schwentner, 1911. - 49 str. (COBISS)
- Obrambna razstava v Lj., Zadnje štetje (Slov. Branik 1912)
- Statistika z diagrami (Dijaški almanah 1912/3)
- Mejnik novega razdobja; Volja zmaguje; Za Karavankami (Slov. Branik 1913)
- Jezikovna meja od Spielfelda do Monoštra l. 1844 (Ljubljanski zvon, 1917, letnik 37, številka 6)
- K ljudskemu štetju v Lj. in Mariboru (Njiva 1921/2)
- Premogovna produkcija v Sloveniji; Železniške zveze med našimi gospodarskimi centri in našim morjem; O našem izvozu; Po semnju; Železniške zveze Slovenije z morjem; Draginjska števila; Gradbeni program naših železnic; Industrija Slovenje (NgV 1921–2)
- Razvoj mesta Ljubljane l. 1919–29 V: Jugoslavija na tehničkom polju: 1919-1929 / uredio Rajko Kušević. - Zagreb: Udruženje jugoslavenskih inženjera i arhitekta, 1930. - 287 str. (COBISS)

### O njem
- Bevc, Vladislav. Liberal Forces in Twentieth Century Yugoslavia: Memoirs of Ladislav Bevc. - str. 140 (note 80), 157 (note 91), 196,226, 316 (photo), 345, 350, 356.
- Vodušek Starič, Jerca. Mačkovšek, Janko / J. V. S. // Enciklopedija Slovenije.- Zv. 6 : Krek-Marij (1992), str. 349.